# Deaths demoer
Deaths demoer er en liste over de officielle demoer det amerikanske dødsmetal-band Death udgav inden deres debutalbum Scream Bloody Gore i 1987. Udgivelser fra deres tid med navnet Mantas er også inkluderet. 

## Som Mantas
Tekst mangler, hjælp os med at skrive teksten

## Death by Metal(1983)
Death by Metal var den første officielle demo af det amerikanske dødsmetal-band Death, som på dette tidspunkt gik under navnet Mantas. Demoen blev indspillet i Chuck Schuldiners forældres garage i 1983, og udgivet året efter. Den første udgave havde kun 4 spor inklusiv en liveversion af "Evil Dead" taget fra deres første uofficielle livedemo. Kort tid efter udgivelsen stoppede bandet med at sælge den og demoen blev erstattet af Death by Metal versionen med fem spor der anses som den første officielle udgave af demoen. På det nye tilføjede spor "Power of Darkness" sang Schuldiner. På dette tidspunkt havde gruppen stadig ikke nogen bassist, og dermed var der ingen bas på demoen. Da Mantas ændrede navn til Death i 1984 valgte de, at genudgive demoen, hvorpå sporet "Zombie" blev brugt i stedet for "Mantas".

### Spor

#### Uofficiel
1. "Legions of Doom" – 03:39
2. "Mantas" – 02:42
3. "Death by Metal" – 02:36
4. "Evil Dead" (Live) – 03:30

#### Officiel
1. "Legion of Doom" – 03:39
2. "Mantas" – 02:42
3. "Power of Darkness"
4. "Evil Dead" – 03:30
5. "Death by Metal" – 02:36

### Musikere
- Barney "Kam" Lee – Vokal, trommer
- "Evil Chuck" Schuldiner – Rytmeguitar
- Frederick "Rick Rozz" DeLillo – lead og rytmeguitar

## Som Death
Tekst mangler, hjælp os med at skrive teksten

## Reign of Terror(1984)
Reign of Terror blev udgivet i oktober 1984 efter gruppen havde ændret navn til Death. Den kostede cirka 80 dollars at indspille, og blev som følge af det lave budget ikke mikset, hvilket var årsagen til at tam-tam trommerne kom til at lyde højere end lilletrommen. Mange versioner af demoen med forskellige sporlister cirkulerede i undergrunden. På nogle udgaver var sangen "Slaughterhouse" byttet ud med et interview med Chuck Schuldiner. En speciel fanklub version inkluderede et spor efter "Summoned to Die", der simpelt var navngivet "Instrumental." Senere blev dette spor omdøbt til "Zombie Attack". Yderligere findes der også en version, som indeholder en bonus liveoptræden fra et show i oktober 1983.

### Spor
1. "Corpsegrinder" – 03:04
2. "Summoned to Die" – 02:37
3. "Witch of Hell" – 02:56
4. "Reign of Terror" – 02:25
5. "Slaughterhouse" – 02:37

### Musikere
- Barney "Kam" Lee – Vokal, trommer
- "Evil Chuck" Schuldiner – Guitar, vokal
- Frederick "Rick Rozz" DeLillo – Guitar

## Live at Ruby's Pub(1984)
Den 30. december var Death opvarmer for det lokale thrash metal-band Nasty Savage på Ruby's Pub i Tampa. Ejerne af undergrundsbladet Guillotine Magazine Mark Conrad og John Gross optog showet, og det blev derved Deaths eneste officielle live demo-udgivelse. Den er yderligere også kendt som Infernal Live.

### Spor
1. "Intro" – 00:15
2. "Infernal Death" – 03:17
3. "Summoned to Die" – 02:04
4. "Evil Dead" – 03:26
5. "Beyond the Unholy Grave" – 03:12
6. "Reign of Terror" – 02:13
7. "Power of Darkness" – 02:39
8. "Slaughterhouse" – 02:43
9. "Legion of Doom" – 03:33
10. "Curse of the Priest"	02:59
11. "Witch of Hell" – 02:33
12. "Archangel" – 03:30
13. "Death by Metal" – 05:31
14. "Corpsegrinder" – 03:34

### Musikere
- Barney "Kam" Lee – Vokal, trommer
- "Evil Chuck" Schuldiner – Guitar, vokal
- Frederick "Rick Rozz" DeLillo – Guitar

## Infernal Death(1985)
Infernal Death blev udgivet i marts 1985, på et tidspunkt hvor bandet kun bestod af de to medlemmer Chuck Schuldiner og Kam Lee, efter at Rick Rozz folod dem som følge af en række uenigheder. Demoen markerede også en musikalsk ændring da Schuldiner begyndte at synge på flere af numrene, i dette tilfælde både "Baptized in Blood" og "Archangel". De to spor "Infernal Death" og "Baptized in Blood" endte begge på Deaths debutalbum Scream Bloody Gore. 

### Spor
1. "Infernal Death" – 02:46
2. "Baptized in Blood" – 04:23
3. "Archangel" – 03:00

### Musikere
- Barney "Kam" Lee – Vokal, trommer
- "Evil Chuck" Schuldiner – Guitar, vokal

## Rigor Mortis(1985)
Rigor Mortis blev udgivet i april 1985, og var den sidste indspilning med Kam Lee inden han forlod Death. Rigor Mortis indeholdt et spor, som muligvis stammede fra indspilningerne til Infernal Death.

### Spor
1. "Rigor Mortis" – 04:27

### Musikere
- Barney "Kam" Lee – Trommer
- "Evil Chuck" Schuldiner – Guitar, vokal

## Back from the Dead(1985)
Back from the Dead blev udgivet i oktober 1985, og var den første demo som Death udgav, efter at Schuldiner var flyttet til San Francisco, og rekrutteret den tidligere D.R.I. trommeslager Eric Brecht og bassisten Eric, hvis efternavn til dato stadig er ukendt. Dette blev den eneste officielle demoudgivelse med de to Eric'er.

### Spor
1. "Intro" – 00:35
2. "Back from the Dead" – 03:02
3. "Mutilation" – 02:29
4. "Reign of Terror" – 02:28
5. "Beyond the Unholy Grave" – 03:13
6. "Baptized in Blood" – 03:42
7. "Legion of Doom" – 03:12
8. "Skill to Kill" – 02:28

### Musikere
- "Evil Chuck" Schuldiner – Guitar, vokal
- Eric Brecht – Trommer
- Eric – Bas

## Mutilation(1986)
Mutilation var demoen, der sikrede bandet en pladekontrakt med Combat Records. Efter at de to Eric'er forlod Schuldiner, vendte han atter hjem til Florida, for derefter at vende tilbage til San Fransisco. Her faldt det Death-fanen, Chris Reifert for ørerne, at Schuldiner ledte efter bandmedlemmer. Han gik til audition, og blev optaget i Death. Herefter tog de til et lille studie i Lafayette for at indspille Mutilation, som sammenlignet med de andre demoer havde en meget bedre produktion.

### Spor
1. "Land of No Return" – 02:48
2. "Zombie Ritual" – 04:22
3. "Mutilation" – 03:14

### Musikere
- "Evil Chuck" Schuldiner – Guitar, vokal, bas
- Chris Reifert – Trommer

## Fodnoter
1. 1 2 3  Stöver, Frank Kam Lee interview Arkiveret 27. juni 2009 hos  Wayback Machine. voicesfromthedarkside.de
2. 1 2 3  Death by Metal Arkiveret 9. juli 2009 hos  Wayback Machine på Encyclopaedia Metallum
3. 1 2  "Deaths bandbiografi". Perry Grayson. Arkiveret fra originalen 13. februar 2010. Hentet 2010-01-15.
4. ↑  Reign of Terror Arkiveret 27. september 2009 hos  Wayback Machine på Encyclopaedia Metallum
5. ↑  "Death-tidslinje". emptywords.org. Arkiveret fra originalen 16. juli 2011. Hentet 2010-01-15.
6. ↑  Death – Infernal Live (Live tape #5) Arkiveret 29. august 2009 hos  Wayback Machine på Encyclopaedia Metallum